# Салливан, Барри
Барри Салливан (англ. Barry Sallivan), имя при рождении Патрик Барри Салливан (англ. Patirck Barry Sallivan; 29 августа 1912 года — 6 июня 1994 года) — американский актёр театра, кино и телевидения, карьера которого охватила период с 1930-х до 1980-х годов.
В 1936 году Салливан дебютировал на Бродвейской сцене, а в 1943 году сыграл свою первую роль в Голливуде. В кино высокий и красивый Салливан специализировался на главных ролях, однако так и не стал звездой первой величины. Свои наиболее значимые роли Салливан сыграл в фильмах «Саспенс» (1946), «Гангстер» (1947), «Подставленный» (1947), «Великий Гэтсби» (1949), «Напряжённость» (1949), «Платёж по требованию» (1951), «Злые и красивые» (1952), «Опасность» (1954), «Королева пчёл» (1955), «Сорок ружей» (1957), «Свет на площади» (1962), «Скажите им, что Билли-бой здесь» (1969), «Землетрясение» (1974) и «О боже» (1977).
На Бродвее Салливан сыграл памятную роль в спектакле «Мятеж на эсминце „Кейн“. Трибунал» (1954), а на телевидении сыграл главную роль в режиссёрском теледебюте Стивена Спилберга «Ночная галерея» (1969).

## Ранние годы и начало карьеры
Барри Салливан родился 29 августа 1912 года в Бронксе, Нью-Йорк, в семье риэлтора Корнелиуса Дэниела Салливана и его жены Эллен, он был одним из шестерых братьев в семье с ирландскими корнями.
В детстве Салливан успел поучиться в нескольких школах, каждый раз, по его выражению, покидая их по «взаимному согласию». В возрасте 17 лет Салливан ушёл из дома, устроившись билетёром в театре Palace. Одновременно он учился в вечерней школе и играл в футбол на полупрофессиональном уровне за команду Лонг-Айленда. Решив стать юристом, Салливан поступил по футбольной стипендии в Университет Темпл, где у него впервые возник интерес к актёрской игре. Как в 1969 году вспоминал Салливан, «школьный учитель драмы увидел меня в шоу нашей футбольной команды и предложил роль в школьной пьесе. Так неожиданно я стал актёром».
Полагая, что его первое имя звучало как у «профессионального ирландца», Салливан опустил его, когда начал выступать в студенческих постановках, в частности, исполнив главную роль в популярной романтической комедии Филипа Барри «Праздник».

## Бродвейская карьера в 1936-42 годах
Уйдя из Университета, Салливан продолжал совершенствовать актёрское мастерство на радио, а в январе 1936 года дебютировал на Бродвее в роли капитана Линча в комедии «Я хочу полицейского» (1936), которая выдержала 47 представлений . За этой ролью последовала роль статиста в постановке «Радость идиота» и небольшая роль в драме о Наполеоне «Святая Елена» (1936, 63 представления) . Позднее в том же году Салливан получил роль кадета в хитовой бродвейской постановке «Брат Крыса», а пять месяцев спустя сменил актёра Эдди Альберта в качестве исполнителя главной роли в этом спектакле. По словам историка кино Карэн Хэннсберри, этот спектакль стал «первым большим хитом Салливана» . Как далее отмечает Хэннсберри, в 1938 году «Салливан сыграл в серии пьес, многие из которых провалились», среди них комедии «Всё, что сияет» (69 представлений) и «Глаз воробья» (6 представлений) . Он также отыграл один сезон в летней театральной труппе в Кохассете, Массачусетс, где, по словам Хэннсберри, «получил бесценный для актёра опыт игры в небольшом театре». Как вспоминал Салливан в интервью газете Boston Post в 1956 году, «я играл романтические роли в 10 пьесах подряд на протяжении 10 недель подряд. Я получал эти роли, потому что умел запоминать текст за несколько дней» .
Во время Второй мировой войны из-за травмы плеча, полученной во время занятий футболом, Салливан был освобождён от воинской службы . В этот период он играл на замене в хитовой бродвейской комедии «Человек, который пришёл на ужин», которая в 1939-41 годах выдержала 739 представлений. В 1942 году Салливан сыграл на Бродвее в мелодраме «Джонни 2Х4» (65 представлений), где на него обратил внимание охотник за талантами кинокомпании Paramount, предложив ему контракт.

## Голливудская карьера в 1940-е годы
Хотя во второй половине 1930-х годов Салливан уже появлялся в нескольких короткометражных комедиях, которые производила расположенная на Манхэттане студия Educational Studios, его «официальный» кинодебют состоялся в 1943 году в вестерне «Женщина города». В том же году Салливан сыграл в посредственном боевике «Взрывчатка» (1943) с Честером Моррисом и Джин Паркер, за которым последовала глянцевая мыльная опера «И теперь завтра» (1944), где он сыграл жениха и подчинённого глухой владелицы фабрики (Лоретта Янг), которая влюбляется в своего врача (Алан Лэдд), а также в популярной комедии с Дороти Ламур «Остров радуги» (1944), действие которой происходит в Южных морях. В том же году Салливан обратил на себя внимание сильным исполнением роли психоаналитика в мюзикле «Леди в темноте» (1944) с Джинджер Роджерс в главной роли, однако музыкальная комедия «Таверна Даффи» (1945) провалилась в прокате, несмотря на звёздный состав, включавший Бинга Кросби, Полетт Годдар, Алана Лэдда, Веронику Лейк и Барри Фицджеральда. Салливан также появился в ремейке старого фарса «Получить подвязку Герти» (1945), исполнив роль жениха, невеста которого хочет вернуть свою подвязку, прежде чем тот о ней узнает.
Как отмечает Хэннсберри, после истечения контракта с Paramount Салливан получил свою первую главную роль, которая стала его первым большим хитом. В фильме нуар «Саспенс» (1946) он сыграл таинственного Джо Моргана, который быстро вырастает до должности помощника владельца балета на льду из Лос-Анджелеса Фрэнка Леонарда (Альберт Деккер), одновременно проявляя интерес к жене Фрэнка, солистке шоу Роберте Эльве (Белита). Когда Фрэнк предположительно гибнет под лавиной в отделённой горной избушке, Джо берёт на себя руководство ледяным шоу, однако Роберта из чувства вины отказывается продолжать их роман. Когда оказывается, что Фрэнк всё ещё жив, Джо убивает его, а когда Роберта требует, чтобы он сдался полиции, Джо готовится убить и её во время её номера в ледяном шоу. В последний момент Джо отказывается от своего плана, но погибает от рук бывшей любовницы. По мнению Хэннсберри, «хотя воздействие фильма немного ослабляют номера на коньках в исполнении Белиты, в целом это хорошо выполненный триллер», который один из рецензентов назвал «захватывающей драмой от начала и до конца». За свою игру Салливан также получил в основном хорошие отзывы. Хотя Босли Краузер из «Нью-Йорк Таймс» назвал его персонажа «угрюмым и свирепым», Ллойд Л. Стоун из Hollywood Citizen-News написал: «Барри Салливан в роли амбициозного молодого человека даёт игру высшего уровня, которая должна обеспечить ему место среди звёзд кинематографа».
В своём втором фильме нуар «Подставленный» (1947) Салливан сыграл вице-президента банка Стивена Прайса, который вместе со своей любовницей-официанткой Полой Крейг (Дженис Картер) разработал изощрённый план похищения 250 тысяч долларов из собственного банка, рассчитывая подставить в преступлении безработного горного инженера Майкла Ламберта (Гленн Форд). Однако в ходе реализации плана Пола неожиданно сталкивает со скалы вместо Майкла самого Стивена. Позднее инженер понимает коварную сущность Полы и подставляет её полиции, когда он забирает из банковского сейфа похищенные деньги. По словам Хэннсберри, картина была высоко оценена критиками, в частности, У. Е. Оливер в Los Angeles Herald Express назвал её «плотной и остросюжетной детективной мелодрамой», а Эдвин Шаллерт в «Лос-Анджелес Таймс» — «захватывающим триллером». Вместе с тем, игра Салливана осталась в основном незамеченной на фоне более ярких актёрских работ Форда и Картер .
В своём следующем фильме нуар «Гангстер» (1947) Салливан сыграл главную роль Шабанки, «жестокого невротического мафиози со шрамом на лице», который ревнует свою подружку-певицу Нэнси (Белита) и сталкивается с угрозами со стороны конкурента (Шелдон Леонард). В финале картины, преданный своим ближайшим подручным и своей подружкой, Шабанка кончает жизнь в канаве от рук убийцы. Как отмечает Хэннсберри, хотя фильм «предлагает несколько интересных психологических портретов, тем не мене он был раскритикован большинством рецензентов», включая Вирджинию Райт из Los Angeles Daily News, которая нашла, что фильм «страдает от невнятного и избыточно многословного сценария». На Райт не произвела впечатления и игра Салливана, который, по её словам, «играет заглавную роль лишь изредка расслабляя мышцы своего лица», а критик «Нью-Йорк Таймс» описал актёра как «внешне грозного и скрытного».
По словам Хэннсберри, Салливан «восстановил своё положение, сыграв главную роль гангстера в своём единственном фильме 1948 года», судебной мелодраме «Умная женщина». Год спустя актёр добился признания исполнением роли «эгоистичного, неверного мужа» в драме по Скотту Фитцджеральду «Великий Гэтсби» (1949), которую выпустила студия Metro-Goldwyn-Mayer . По мнению обозревателя газеты The Independent Дэвида Шипмана, в этой, «вероятно, самой лучшей из трёх киноверсий», Салливан сыграл «Тома Бьюкенена, раздражённого мужа Дэйзи». Как указывает Хэннсберри, «хорошо принятая игра Салливана в „Великом Гэтсби“ принесла ему постоянный контракт с Metro-Goldwyn-Mayer».
Вскоре он сыграл в нуаровом триллере «Напряжённость» (1949). Во вступлении фильма герой Салливана, детектив полиции, лейтенант Колльер Боннабел, обращается к зрителям, демонстрируя с помощью резиновой ленты свою теорию, что «существует только одна вещь, которая позволяет раскрыть дело — напряжение». В центре сложного сюжета фильма находится неверная жена Клэр Кимби (Одри Тоттер) и её скромный муж, управляющий аптекой Уоррен (Ричард Бейсхарт). Когда богатого любовника Клэр находят мёртвым, Боннабел возглавляет расследование, сначала подозревая Уоррена, а затем Клэр. Боннабел заводит с ней роман, и в кульминационный момент фильма изобретательно обманывает её, вынуждая сознаться в убийстве. Как пишет Хэннсберри, этот «быстрый и хорошо сделанный фильм был необъяснимо жестко раскритикован после своего выхода». В частности, Флойд Стоун из Motion Picture Herald указал, что ему «не хватает элементов сильного криминального фильма — погонь, насилия и превыше всего, стремительного экшна», а также раскритиковал актёрскую игру, назвав её неестественной, в результате чего зритель даже не может понять, умён ли детектив (в исполнении Салливана) или неумело продажен" . Краузер в «Нью-Йорк Таймс» заметил, что фильм надо было бы назвать не «Напряжённость», а «Терпение», и что во время просмотра он «чувствовал себя той самой резиновой лентой», которую испытывают на разрыв, далее указав, что «умелый актёрский состав вынужден играть роли, явно избегающие сходства с живыми людьми». С другой стороны, журнал Variety назвал картину «плотной, насыщенной мелодрамой, которая завладевает зрительским вниманием. Сценарий отличают умные реплики и сюжетные ситуации, которые создают условия для очень хорошей игры, а постановка Берри обеспечивает постоянную динамику и представляет актёров в выгодном свете».

## Голливудская карьера в 1950-е годы
После относительной неудачи «Напряжённости» студия MGM поставила Салливана на несколько значимых, но неглавных ролей в таких фильмах, как «пышная музыкальная комедия» «Нэнси едет в Рио» (1950) с Энн Сотерн, комедия «Основания для брака» (1950) о враче (Вэн Джонсон) и его бывшей жене-оперной певице (Кэтрин Грэйсон) и «довольно традиционный вестерн» «Беглецы» (1950) с Джоэлом Маккри . Далее последовала «скучная мелодрама» «Её собственная жизнь» (1950) , в которой Салливан играет роль плейбоя, мучающего Энн Дворак, жалкую подругу главной героини, которую играет Лана Тёрнер. Как отмечает Шипман, этот «фильм был сделан для студии MGM, на которую Салливан перешёл после пяти лет пребывания на Paramount, но и MGM не имела чёткого представления относительно того, как его использовать».
В фильме нуар «Причина для тревоги» (1951) Салливан получил роль безумно ревнивого мужа прекрасной Лоретты Янг, который страдает от проблем с сердцем. Его болезненное состояние усугубляет необоснованное подозрение, что у его жены роман с врачом, и что они планируют его убить. Написав письмо окружному прокурору о своих подозрениях, герой Салливана сообщает об этом жене, после чего, собирается застрелить её, однако падает и умирает от инфаркта. Оставшуюся часть фильма жена пытается перехватить письмо, чтобы оно не дошло до адресата. Босли Краузер в «Нью-Йорк Таймс» назвал картину «недорогим, но увлекательным триллером», отметив наряду с Янг и игру Салливана, который «справляется со своей довольно шаткой ролью довольно хорошо». А современный критик Шипман назвал в «Нью-Йорк Таймс» игру Салливана в этом фильме «его самым сильным портретом злодея, настолько безумно ревнивого, что подставляет жену в собственном убийстве».
Затем Салливан был отдан в аренду на студию RKO, где сыграл, по мнению Шипмана, «одну из лучших ролей в своей карьере» в психологической драме «Оплата по требованию» (1951). Салливан исполнил в этой картине по-настоящему главную роль корпоративного адвоката, который пытается развестись с женой, роль которой исполняет Бетт Дейвис. Пара вступает в отчаянную борьбу, но в финале картины примиряется. В 1954 году Салливан с удовольствием вспоминал о работе со своей знаменитой партнёршей: «Я считал, что я довольно хорош, пока не сделал первый фильм с Бетт Дейвис. Когда вы работаете с неряхами, Вы тоже становитесь неаккуратным. Но когда вы имеете дело с кем-то вроде Бетт, вы делаете всё, чтобы сыграть лучше. С Бетт каждая сцена является новым вызовом, и она с жаром отвечает на него. Она великолепна» . Как отмечает Шипман, MGM стала добрее смотреть на Салливана после этого фильма, в котором «он обменивается оскорблениями с Дейвис».
В лёгкой романтической комедии «Три парня по имени Майк» (1951) Салливан вместе с Вэном Джонсоном и Говардом Килом соперничал за внимание Джейн Уаймен. Хотя, по мнению Шипмана, Кил сыграл в этом фильме лучше других, однако «было очевидно, что Уаймен достанется Джонсону». Что же касается Салливана, то, как считает критик, «в роли руководителя рекламной службы он не преуспел ни с фильмом, ни с девушкой».

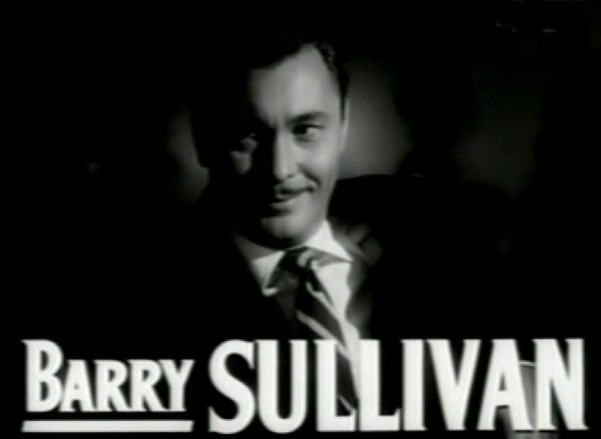
Барри Салливан в трейлере фильма «Злые и красивые» (1952)

Вернувшись на MGM, Салливан, по словам Хэннсберри, «удачно снялся в хитовой драме» «Злые и красивые» (1952), сыграв роль «напоминающего Говарда Хоукса» талантливого голливудского режиссёра, которого при запуске в производство выношенного им фильма обманывает его ближайший партнёр, безжалостный и амбициозный продюсер (Кирк Дуглас) . Краузер высоко оценил игру всех актёров в фильме, отметив, что Салливан в роли «обманутого режиссёра» всё «делает верно под умелым руководством постановщика фильма Винсента Миннелли».
Последней картиной Салливана по контракту с MGM стал фильм нуар «Опасность» (1953). В этой напряжённой ленте Салливан играет отца семейства, который отправляется с женой и сыном на рыбалку в Мексику. В какой-то момент его нога застревает между деревянных балок на пустынном разрушенном пирсе, и если ему не удастся освободиться, то во время прилива его накроет волной и он утонет. Его жена (Барбара Стэнвик) отправляется за помощью, сталкиваясь с преступником, бежавшим из тюрьмы, который в итоге спасает персонажа Салливана, но при этом гибнет от пули полиции. Этот низкобюджетный фильм получил достаточно позитивные отзывы критики. Журнал Variety, в частности, написал: «Игра четырёх основных актёров очень хороша, точно соответствуя перемене настроения от весёлого, беспечного начала к опасности после несчастного случая и к угрозе с появлением преступника. Сцены с участием Салливана и юного Аакера, которые отважно противостоят опасности прилива в то время, как Стэнвик неистово ищет помощи, сделаны очень трогательно».
Год спустя в фильме нуар «Лазейка» (1954) Салливан сыграл несчастного банковского кассира Майка Донована, ошибочно заподозренного в краже, когда он обнаруживает недостачу в 49 тысяч долларов. Несмотря на то, что полиция снимает с него все подозрения, Донована увольняют с работы и его жизнь становится всё хуже из-за преследований безжалостного следователя страховой компании (Чарльз Макгроу). Майк вынужден продать свой дом и несколько раз теряет работу, заканчивая таксистом, однако совершенно случайно выходит на реального вора, после чего его восстанавливают в банке. Как отмечает Хэннсберри, фильм получил восторженные отзывы критики за «напряжённую, экономичную режиссуру», а Салливан за свою игру получил высокую оценку от Variety, обозреватель которой упомянул его среди «компетентного актёрского состава», и от критика «Нью-Йорк Таймс», который отметил «хорошую игру всех основных актёров,… которые вместе доставляют наслаждение как целостный ансамбль» .
В драме «Королева пчёл» (1955) Салливан сыграл пьющего владельца фабрики, который ненавидит свою жену (Джоан Кроуфорд), которая подавляет своих близких и разрушает их жизни. Как указывает Шипман, хотя его персонаж «хочет убить жену, однако её смерть в финале происходит не по его вине». Затем Салливан сыграл на RKO в вестерне «Леди из Техаса» (1955) в паре с «ещё одной великой леди экрана Клодетт Кольбер» в роли дамы, которая мстит за смерть отца. По мнению Шипмана, «роль Салливана была ролью второго плана во всех смыслах, как партнёра по азартным играм, как любовника и как подручного».
До конца 1950-х годов Салливан также сыграл в военной драме «Стратегическое воздушное командование» (1956), которая стала кассовым хитом благодаря захватывающей дух съёмке в воздухе, в увлекательном вестерне «Сорок ружей» (1957), где его партнёршей вновь была Барбара Стэнвик, а также в «слезоточивой мелодраме» «Другое время, другое место» (1958), в которой он был женихом Ланы Тёрнер.

## Театральная карьера в 1950-е годы
Летом 1953 года Салливан на некоторое время прервал съёмки в кино и отправился на гастроли с комедией «Колокол, книга и свеча», где его партнёршей была Вивека Линдфорс.
В 1954 году Салливан вернулся на Бродвей, сменив Генри Фонду в роли лейтенанта Барни Гринвальда в хитовой драме «Мятеж на „Кейне“. Трибунал». Салливан вспоминал в интервью обозревателю New York Daily Mirror Сидни Филдсу, что у него было только 10 дней на подготовку к роли: «У меня не было времени испугаться. Когда я смог снова спокойно дышать, я понял, что это была моя первая игра на Бродвее за 12 лет, и я очень нервничал. Но Герман Воук написал пьесу, Чарльз Лоутон поставил мою игру, и моей единственной заботой было доказать, что ни один из них не потратил на меня время напрасно». Салливан смог показать свою полезность в спектакле, в результате был приглашён для съёмок в телевизионной версии пьесы в рамках телеантологии «Юбилей четырёх звёзд» . За эту работу он был номинирован на Эмми как лучший актёр в телеспектакле .
Салливан также гастролировал вместе с Бетт Дейвис со спектаклем «Мир Карла Санберга» , а в 1956 году на Бродвее Салливан играл в спектакле по роману Алана Пэйтона «Поздний плавунчик» о расовых проблемах в Южной Африке. Спектакль был хорошо принят критикой, однако после 36 представлений был закрыт.

## Кинокарьера в 1960-70-е годы
В 1960-70-е годы продолжал много сниматься в кино, хотя, как заметил Шипман, уровень и качество его фильмов неуклонно снижались. По словам Шипмана, «в 1961 году Салливан сыграл свою последнюю значимую кинороль в паре с ещё одной звездой своего времени Оливией де Хавиленд» в мелодраме «Свет на площади» (1961). Де Хавиленд исполнила роль матери умственно отсталой девушки, которая пытается предотвратить брак дочери с богатым итальянцем. Салливан появляется в середине картины в небольшой роли её мужа, который намерен донести правду об их дочери до итальянской семьи, а затем поместить дочь в специальный пансион. Однако, видя страдания дочери, мать решает восстановить её отношения с возлюбленным.
Среди прочих фильмов Салливана 1960-х годов критики отметили скучный вестерн «Семь путей от солнечного заката» (1960) с Оди Мёрфи в главной роли, где Салливан сыграл эффектного разбойника; военную драму «Слёт орлов» (1963) с Роком Хадсоном; странный триллер «Огонь» (1964), где Салливан сыграл главную роль инженера, изуродованного после того, как бывшая любовница подожгла его дом, который осуществляет план мести ей. Он также сыграл шерифа в вестерне «Дилижанс в ад» (1964), алчного отчима Джин Харлоу «в ужасном биопике» «Харлоу» (1965) с Кэрол Линли в заглавной роли, командира космического корабля в фантастическом хорроре «Планета вампиров» (1965), лейтенанта полиции в криминальной драме «Американская мечта» (1966), в которой телекомментатор во время ссоры убивает свою пьющую сварливую жену, выдавая это на несчастный случай, а также члена группы преследователей убийцы в «интересном вестерне» «Скажите им, что Билли-бой здесь» (1970) с Робертом Редфордом в главной роли.
В 1970-е годы одной из лучших картин Салливана, по мнению Шипмана, стал фильм-катастрофа «Землетрясение» (1974) со звёздным составом, включавшим Чарльтона Хестона, Аву Гарднер и Ллойда Нолана, в котором он сыграл роль директора сейсмологического института, который отказывается верить предупреждениям своего ассистента, что приводит к трагическим последствиям для города. Салливан также сыграл в политической сатирической драме «Кандидат» (1973) с Редфордом, развлекательной комедии «О боже!» (1977), а также в эпической ленте «Караваны» (1978) с Энтони Куинном, действие которой происходит в иранской пустыне .

## Карьера на телевидении в 1953-81 годах
По словам Хэннсберри, в 1950-70-е годы Салливан сделал успешную карьеру на телевидении. В 1953 году он дебютировал на малом экране в паре с Сильвией Сидни в эпизоде «Пока пламя затухает» антологии «Телевизионный театр „Форда“». В 1955 году Салливан сыграл в телеверсии успешного бродвейского спектакля «Мятеж на „Кейне“. Трибунал» (1955).
В 1950-60-е годы Салливан сыграл главные роли в нескольких телесериалах, среди них роль американского секретного агента в шпионском сериале «Человек по имени Х» (1955-56, 39 эпизодов), капитана корабля и охотника за преступниками в приключенческой сериале «Капитан порта» (1957-58, 27 эпизодов), шерифа в вестерне «Высокий человек» (1960-62, 75 эпизодов) и главу семейства и владельца ранчо в вестерне «Дорога на Запад» (1966-67, 29 эпизодов).
На протяжении 1950-70-х годов Салливан сыграл гостевые роли таких популярных телесериалах, как «Альфред Хичкок представляет» (1958), «Бонанза» (1959-67), «Перри Мейсон» (1965), «Миссия невыполнима» (1967), «Человек из А. Н.К. Л.» (1968), «Требуется вор» (1969-70), «Маклауд» (1971), «Кэннон» (1971-75), «Отдел 5-0» (1972), «Мэнникс» (1972), «Кунг-фу» (1972-74), «Улицы Сан-Франциско» (1973-76), «Медэксперт Куинси» (1977), «Бионическая женщина» (1976), «Ангелы Чарли» (1979), «Лодка любви» (1979) и «Меленький домик в прериях» (1979).
В 1969 году Салливан сыграл беглого военного преступника в телефильме «Ночная галерея» (1969), антологии о сверхъестественном, который стал режиссёрским теледебютом 22-летнего Стивена Спилберга. В интервью New York Post Салливан отметил, что работа со Спилбергом «его перевернула» . Он также сыграл всеми богатого и ненавидимого главу семейного клана из южных штатов Маркуса Хаббарда в телефильме по пьесе Лилиан Хеллман «За лесом» (1972). Салливан также играл в мини-сериалах «Богач, бедняк. Книга II» (1976), «Когда-то он был орлом» (1976) и «Задворки Белого дома» (1979) .
В конце 1950-х годов Салливан попробовал свои силы в качестве режиссёра телесериалов, поставив один эпизод программы «Капитан порта» (1957) и 2 эпизода программы «Дорожный патруль» (1958). Салливан говорил: «Я думаю, лучше я буду ставить. Если вы хотите что-то сказать, то лучше сделать это в качестве режиссёра, чем в качестве кого-либо ещё» .

## Актёрское амплуа и оценка творчества
Как указано в энциклопедии Britannica, Барри Салливан был высоким (188 см), «крепким и красивым исполнителем главных ролей, который специализировался на неулыбчивых героях. Его суровое лицо появлялось на протяжении более чем четырёх десятилетий в триллерах, вестернах, драмах и гангстерских фильмах». По словам «Нью-Йорк Таймс», «суровый исполнитель главных ролей, Салливан впервые вышел на сцену в конце 1930-х годов и появился в кино в 1940-е годы», и, как отмечает Хэннсберри, стал «успешным, плодотворным исполнителем, сыграв почти в 80 фильмах и исполнив главные роли в четырёх телесериалах. Кроме того, он бесчисленное количество раз приглашался в качестве гостя в различные телепрограммы».
Самыми заметными фильмами Салливана стали «Гангстер» (1947), «Великий Гэтсби» (1949), «Злые и красивые» (1952), «Стратегическое воздушное командование» (1955) и «Землетрясение» (1974), он также оставил заметный след в жанре фильм нуар, сыграв во множестве фильмов этого жанра, наиболее значимые среди которых «Саспенс» (1946), «Гангстер» (1947), «Подставленный» (1947), «Напряжённость» (1949), «Причина тревоги» (1951), «Опасность» (1953) и «Лазейка» (1954) . По мнению Эриксона, «немного чересчур резкий для стандартного исполнителя главных ролей», Салливан был сильнее в жёстких, агрессивных ролях, в частности, в заглавной роли в фильме «Гангстер» или в роли грубого Тома Бьюканена в «Великом Гэтсби». Часто Салливан играл в паре с голливудскими звёздами, специализировавшимися на ролях волевых, неистовых героинь. В частности, его партнёршами были Барбара Стэнвик в фильмах «Опасность», «Королева разбойников» (1956) и «Сорок ружей» (1957), Бетт Дейвис — в фильме «Оплата по требованию» (1951) и Джоан Кроуфорд — в фильме «Королева пчёл» (1955).
С 1960 годов значимость ролей Салливана стала убывать, однако он продолжал сниматься в кино вплоть до 1978 года. В этот период он часто «играл дипломатов, политиков или старших офицеров, всегда прямых и рассудительных», но, по свидетельству Шипмана, «часто у него было слишком мало экранного времени, чтобы сделать свою роль заметной».
Как пишет Хэннсберри, «на протяжении своей долгой и успешной карьеры Салливан проявлял восхитительную способность превращать неудачи в успех и трагедию в триумф. Настоящая звезда на сцене, экране и телевидении, он остаётся одним из недооценённых бриллиантов своего времени, и человеком, который внёс заметный вклад в жанр фильм нуар». По словам Шипмана, Барри Салливан отчасти переосмыслил сам термин «ведущий актёр». «Он не был звездой в полном смысле этого слова, хотя его имя часто и стояло в титрах первым. Он не был и характерным актёром, так как его редко приглашали сыграть кого-либо, кроме как себя самого — приятного и надёжного, старого героя второго эшелона. В его поколении было несколько актёров, работавших примерно в том же амплуа — Уэнделл Кори с его где-то очаровательной угрюмостью, циничный, но добродушный Ван Хефлин, неконфликтный, но опасный Роберт Райан». При этом, по мнению Шипмана, «многие кинолюбители находили, что такие актёры, как Салливан и Райан, даже более привлекательны, чем записные кассовые фавориты. В любом случае, на них всегда можно было положиться, когда надо было составить пару великим дамам экрана».

## Критические высказывания Салливана о кинематографе
В 1960-70-е годы Салливан стал часто попадать в новости не только благодаря своим ролям, но и благодаря своим резким заявлениям об изменившихся временах в Голливуде. В частности, в 1964 году в интервью газете Los Angeles Times Салливан обрушился на современных кинопродюсеров, обозвав их «придурками»: «Они ничего не знают. Они не умеют читать. Они не знают, как надо думать. По существу, я думаю что они — кучка тупиц… Это правда, что некоторые из них и интересуются тем, что делают. То есть, они интересуются не только лишь тем, чтобы заполучить так называемых звёзд на домашнюю коктейльную вечеринку… Продюсеры боятся. Они боятся сверх меры. Они просто стараются жить, большинство из них. Так нельзя делать дела» .
Два года спустя Салливан направил свой гнев на телеиндустрию, утверждая в журнале Variety, что многие на малом экране «становятся продюсерами только потому, что они ловкие промоутеры, манипуляторы или торговцы, которые создают привлекательную упаковку — и затем не знают, что с ней делать» .

## Личная жизнь
Но вне экрана Салливан вёл беспокойную личную жизнь, которая, по словам Хэннсберри, «характеризовалась порывистыми браками и горькими разводами». В 1937 году на гастролях Салливан познакомился с актрисой Мэри Браун, и 13 августа 1937 года в мексиканской Тихуане они поженились. У пары родилось двое детей — Джонни и Дженни . В 1957 году, после 20 лет брака актёр развёлся с женой, которая заявила в суде, что причиной их развода стало постоянное отсутствие Салливана. В июне 1957 года Мэри сказала: «Барри уехал почти на год, и когда он вернулся, то начал совершать частые деловые поездки на Восток. Наконец, он сказал, что больше не хочет состоять со мной в браке, и не имеет ни малейшего намерения вернуться ко мне или к семье».
В июле 1958 года Салливан женился повторно, на этот раз на «сладострастной шведской актрисе» Биргитте Холл, но всего лишь несколько месяцев спустя актёр объявил, что он они расстались, назвав их союз «довольно глупым» романом, который продолжался «только десять минут». Салливан говорил: «Он просто не состоялся. Она очень милая девушка, и я неплохой парень. Мы сделали попытку, но ничего не вышло». Однако, в конце концов, пара сошлась вновь. Проблемы Салливана продолжались, когда на следующий год он был арестован полицией за опасную езду по Тихоокеанской автостраде. При общении с дорожной полицией Салливан был настроен «антагонистично и не хотел сотрудничать», и позднее был признан виновным и оштрафован на 263 доллара. В июне 1958 года Биргитта Холл подала на развод, утверждая, что Салливан «подвержен припадкам жестокости». Хотя позднее Холл отозвала своё заявление, но в 1960 году она снова подала на развод. В этом заявлении впервые отмечалось, что у пары есть пятилетняя дочь Патриция, которая родилась в то время, когда Салливан ещё был женат первым браком. После ещё одного примирения бурный союз пары завершился в апреле 1961 года.
Вскоре после развода с Холл, Салливан раскрыл семейную тайну, которую скрывал от общественности в течение почти 20 лет — его старший сын Джонни был умственно отсталым и с четырёх лет находился под постоянным наблюдением врачей. В интервью репортёру Los Angeles Mirror Эрскину Джонсону в июне 1961 года Салливан заявил: «Это мировая проблема, и слишком многие такие случаи скрываются. Чем больше люди будут знать об этой проблеме, тем более открыто они будут её решать, тем большим будет прогресс медицины, что поможет другим Джонни». Далее он сказал: «Поначалу мы думали, что это с нами что-то не так, но электроэнцефалограмма сказала нам правду. Наши друзья никогда полностью не понимали наших чувств. Они продолжали говорить нам, насколько мы смелые, или что это была Божья воля, или вообще избегали этой темы. Сначала мы пытались держать это в тайне, пока я не понял, о чём люди забывают — что в этом есть и вознаграждение». Позднее Салливан стал почётным председателем Национальной ассоциации психического здоровья и вступил в организацию, которая собирала средства на исследования и занималась улучшением условий в государственных лечебных заведениях.
В августе 1962 года Салливан женился в третий раз на 23-летней египетской актрисе Дезири Сумара. Но этот союз был обречён с самого начала, и три года спустя Сумара подала на развод, утверждая, что Салливан «никогда не обнимал и не целовал меня, не проявляя ко мне никаких тёплых чувств. Он был очень конфликтным в общении или мог молчать на протяжении нескольких дней. Я почти всё время плакала и даже была вынуждена обращаться за медицинской помощью» .

## Смерть
В 1980 году Салливан завершил актёрскую карьеру, и почти на десятилетие выпал из общественного внимания. Страдая долгое время от проблем с дыханием, Барри Салливан умер в своём доме в Лос-Анджелесе 6 июня 1994 года в возрасте 81 года.
У Салливана остались две дочери — театральный режиссёр Дженни Салливан и Пэтси Салливан Уэбб, которая вышла замуж за певца и композитора Джимми Уэбба, а также сын Джон Корнелиус.

## Фильмография

### Кинематограф
- 1936 — Забастовка! Вы уволены / Strike! You’re Out — Боб Пемброук (короткометражка)
- 1937 — Причуды брокера / Broker’s Follies — брокер (короткометражка)
- 1937 — Монетка за танец / Dime a Dance — моряк (короткометражка)
- 1937 — Финики и орехи / Dates and Nuts — Коллегиан (короткометражка)
- 1938 — Привет, Голливуд / Hi-Ho Hollywood — актёр на съёмочной площадке (короткометражка)
- 1940 — Зелёный шершень снова наносит удар / The Green Hornet Strikes Again — вор на заднем сидении автомобиля (в титрах не указан)
- 1943 — Взрывчатка / High Explosive — Майк Дуглас
- 1943 — Горожанка / The Woman of the Town — Кинг Кеннеди
- 1944 — Леди в темноте / Lady in the Dark — доктор Брукс
- 1944 — Остров радуги / Rainbow Island — Кен Мастерс
- 1944 — Сейчас и завтра / And Now Tomorrow — Джефф Стоддард
- 1945 — Таверна Даффи / Duffy’s Tavern — Дэнни Мёрфи
- 1945 — Получить подвязку Герти / Getting Gertie’s Garter — Тед
- 1946 — Саспенс / Suspense — Джо Морган
- 1947 — Подставленный / Framed — Стив Прайс
- 1947 — Гангстер / The Gangster — Шабанка
- 1948 — Умная женщина / Smart Woman — Фрэнк Маккой
- 1949 — Плохие парни Томбстоуна / Bad Men of Tombstone — Том Хорн
- 1949 — Крупная ставка / Any Number Can Play — магнат
- 1949 — Великий Гэтсби / The Great Gatsby — Том Бьюкенен
- 1949 — Напряженность / Tension — лейтенант Кольер Боннабел
- 1950 — Беглецы / The Outriders — Джесси Уоллес
- 1950 — Нэнси едет в Рио / Nancy Goes to Rio — Пол Бертен
- 1950 — Её собственная жизнь / A Life of Her Own — Ли Горранс
- 1951 — Основания для брака / Grounds for Marriage — Крис Бартлетт
- 1951 — Платеж по требованию / Payment on Demand — Дэвид Андерсон Рэмзи
- 1951 — Три парня по имени Майк / Three Guys Named Mike — Майк Трэйси
- 1951 — Прямо внутрь / Inside Straight — Джонни Сандерсон
- 1951 — Мистер Империя / Mr. Imperium — Пол Хантер
- 1951 — Причина для тревоги / Cause for Alarm! — Джордж З. Джонс
- 1951 — Без лишних вопросов / No Questions Asked — Стив Кайвер
- 1951 — Неизвестный человек / The Unknown Man — окружной прокурор Джо Бакнор
- 1952 — Привет, красотки! / Skirts Ahoy! — лейтенант-командор Пол Элкотт
- 1952 — Злые и красивые / The Bad and the Beautiful — Фред Эмиел
- 1953 — Опасность / Jeopardy — Даг Стилвин
- 1953 — Крик загнанного / Cry of the Hunted — лейтенант Таннер
- 1953 — Китайское дело / China Venture — командор Берт Томпсон
- 1954 — Лазейка / Loophole — Майк Донован
- 1954 — Прожигательница жизни / Playgirl — Майк Марш
- 1954 — История в Майами / The Miami Story — Мик Флэгг, он же Майк Пирс
- 1954 — Её двенадцать мужчин / Her Twelve Men — Ричард И. Оливер-старший
- 1955 — Стратегическое воздушное командование / Strategic Air Command — лейтенант-полковник Рокки Сэмфорд
- 1955 — Королева пчёл / Queen Bee — Эйвери Филлипс
- 1955 — Дама из Техаса / Texas Lady — Крис Муни
- 1956 — Королева воров / The Maverick Queen — Джефф Янгер
- 1956 — Джулия / Julie — Клифф Хендерсон
- 1957 — Бойня в Драгун-Веллс / Dragoon Wells Massacre — Линк Феррис
- 1957 — Путь к золоту / The Way to the Gold — Маршал Ганибал
- 1957 — Сорок ружей / Forty Guns — Гриф Боннелл
- 1958 — Другое время, другое место / Another Time, Another Place — Картер Рейнольдс
- 1958 — Вольф Ларсен / Wolf Larsen — Вольф Ларсен
- 1959 — Пурпурная Банда / The Purple Gang — лейтенант полиции Уильям П. Харли
- 1960 — Семь путей от заката / Seven Ways from Sundown — Джим Флад
- 1962 — Свет на площади / Light in the Piazza — Ноэл Джонсон
- 1963 — Слёт орлов / A Gathering of Eagles — полковник Билл Фаулер
- 1964 — Огонь / Fuego — Вэнс Пирсон
- 1964 — Человек посередине / Man in the Middle — генерал Кемптон
- 1964 — Этап в Тандер-Рок / Stage to Thunder Rock — шериф Хорн
- 1965 — Моя кровь стынет в жилах / My Blood Runs Cold — Джулиан Мерридэй
- 1965 — Харлоу / Harlow — Марино Белло
- 1965 — Планета вампиров / Terrore nello spazio — капитан Марк Маркари
- 1966 — Маки — это тоже цветы / Poppies Are Also Flowers — Чейзен
- 1966 — Чувства / Intimacy — Уолтер Николсон
- 1966 — Американская мечта / An American Dream — лейтенант полиции Дж. Робертс
- 1968 — Преследуемый / Stalked — рассказчик (короткометражка)
- 1968 — Оленья шкура / Buckskin — Чэддок
- 1969 — Людоед / Shark! — профессор Дэн Маллэйр
- 1969 — Скажи им, что Билли-Бой здесь / Tell Them Willie Boy Is Here — Рэй Калверт
- 1969 — Оно принимает все виды / It Takes All Kinds — Орвилл Бентон
- 1969 — Сделка / The Arrangement — Чет Коллиер (в титрах не указан)
- 1972 — Кандидат / The Candidate — Барри Салливан
- 1973 — Пэт Гэрретт и Билли Кид / Pat Garrett & Billy the Kid — Чизэм
- 1974 — Землетрясение / Earthquake — Стокл
- 1975 — Выбери трудный путь / Take a Hard Ride — Кейн
- 1975 — Человеческий фактор / The 'Human' Factor — Эдмондс
- 1976 — Насилие в Неаполе / Napoli violenta — генерал О
- 1976 — Выживание / Survival — Барри
- 1976 — Большое жюри / Grand Jury — Дон Бентайн
- 1977 — О боже! / Oh, God! — епископ Рирдон
- 1977 — Вашингтонская афера / The Washington Affair — Уолтер Николсон
- 1978 — Караваны / Caravans — Ричардсон
- 1978 — Французский квартал / French Quarter
- 1987 — Последняя соломинка / The Last Straw

### Телевидение
- 1953 — Театр «Шеврон» / Chevron Theater (1 эпизод)
- 1953-55 — Телевизионный театр «Форда» / The Ford Television Theatre (3 эпизода)
- 1953-57 — Видеотеатр «Люкс» / Lux Video Theatre (2 эпизода)
- 1955 — Театр «Дженерал Электрик» / General Electric Theater (1 эпизод)
- 1955-58 — Первая студия / Studio One (3 эпизода)
- 1955-58 — Кульминация / Climax! (2 эпизода)
- 1956-57 — Человек по имени Х / The Man Called X (39 эпизодов)
- 1957-58 — Капитан порта / Harbormaster (27 эпизодов)
- 1957-59 — Театр 90 / Playhouse 90 (4 эпизода)
- 1958 — Альфред Хичкок представляет / Alfred Hitchcock Presents (1 эпизод)
- 1958 — Преследование / Persuit (1 эпизод)
- 1958-59 — Театр Зейна Грея / Zane Grey Theater (3 эпизода)
- 1958-62 — Час «Юнайтед Стейтс Стил» / The United States Steel Hour (3 эпизода)
- 1959 — Шоу «Дюпон» с Джун Эллисон / The DuPont Show with June Allyson (1 эпизод)
- 1959 — Время звёзд / Startime (1 эпизод)
- 1959-60 — Театр Десилу «Вестингауза» / Westinghouse Desilu Playhouse (2 эпизода)
- 1959-67 — Бонанза / Bonanza (2 эпизода)
- 1960-62 — Высокий человек / The Tall Man (75 эпизодов)
- 1962 — Шоу Дика Пауэлла / The Dick Powell Show (1 эпизод)
- 1962 — Час Альфреда Хичкока / The Alfred Hitchcock Hour (1 эпизод)
- 1962-69 — Виргинец / The Virginian (2 эпизода)
- 1963 — Шоссе 66 / Route 66 (1 эпизод)
- 1963 — Сэм Бенедикт / Sam Benedict (1 эпизод)
- 1963 — Арест и судебное разбирательство / Arrest and Trial (1 эпизод)
- 1963-64 — Бен Кейси / Ben Casey (3 эпизода)
- 1963-64 — Великое приключение / The Great Adventure (2 эпизода)
- 1964 — Репортёр / The Reporter (1 эпизод)
- 1964 — Гранд отель / Grand Hotel — менеджер (телефильм)
- 1964 — Боб Хоуп представляет театр «Крайслер» / Bob Hope Presents the Chrysler Theatre (1 эпизод)
- 1964 — Люди Слэттери / Slattery’s People (1 эпизод)
- 1965 — Перри Мейсон / Perry Mason (1 эпизод)
- 1965 — Театр саспенса «Крафт» / Kraft Suspense Theatre (1 эпизод)
- 1965 — Вертикальный взлёт / 12 O’Clock High (1 эпизод)
- 1965 — Бежать ради жизни / Run for Your Life (1 эпизод)
- 1965 — Долгое жаркое лето / The Long, Hot Summer (1 эпизод)
- 1965 — Одиночка / The Loner (1 эпизод)
- 1966-67 — Дорога на Запад / The Road West (29 эпизодов)
- 1967 — Миссия невыполнима / Mission: Impossible (1 эпизод)
- 1967 — Час Дэнни Томаса / The Danny Thomas Hour (1 эпизод)
- 1967 — Гориллы Гаррисона / Garrison’s Gorillas (1 эпизод)
- 1967 — Джонни Белинда / Johnny Belinda — Блэк Макдональд (телефильм)
- 1967-73 — Интуиция / Insight (2 эпизода)
- 1968 — Человек из А.Н.К.Л. / Man from U.N.C.L.E. (2 эпизода)
- 1968 — Эта девушка / That Girl (1 эпизод)
- 1969 — Театр CBS / CBS Playhouse (1 эпизод)
- 1969 — Эта дикая страна / This Savage Land — Бенджамин Прайд (телефильм)
- 1969-70 — Требуется вор / It Takes a Thief (2 эпизода)
- 1969-70 — Бессмертный / The Immortal (2 эпизода)
- 1969-71 — Наименование игры / The Name of the Game (3 эпизода)
- 1969-72 — Ночная галерея / Night Gallery (2 эпизода)
- 1970 — Высокий кустарник / The High Chaparral (2 эпизода)
- 1970 — Мир Брэкена / Bracken’s World (1 эпизод)
- 1970 — Дом на Гринэппл-роуд / House on Greenapple Road — шеф Фрэнк Антермайер (телефильм)
- 1970-71 — Медицинский центр / Medical Center (2 эпизода)
- 1971 — Театр субботнего вечера на ITV / ITV Saturday Night Theatre (1 эпизод)
- 1971 — Доктор Маркус Уэлби / Marcus Welby, M.D. (1 эпизод)
- 1971 — Маклауд / McCloud (1 эпизод)
- 1971 — Дэн Огэст / Dan August (1 эпизод)
- 1971 — Цена / The Price — Уолтер Франц (телефильм)
- 1971 — Юма / Yuma — Нелс Деккер (телефильм)
- 1971 — Кеннон / Cannon — Кэлхоун (телефильм)
- 1971 — Лонгстрит / Longstreet (1 эпизод)
- 1971 — Оуэн Маршалл, адвокат / Owen Marshall, Counselor at Law (1 эпизод)
- 1972 — Менникс / Mannix (1 эпизод)
- 1972 — Отдел 5-O / Hawaii Five-O (1 эпизод)
- 1972 — Шестое чувство / The Sixth Sense (1 эпизод)
- 1972 — Миллион / Cool Million (1 эпизод)
- 1972 — За лесом / Another Part of the Forest — Маркус Хаббард (телефильм)
- 1972-74 — Кунг-фу / Kung Fu (2 эпизода)
- 1973 — Дикарь / Savage — судья Дэниэл Стерн (телефильм)
- 1973 — Чародей / The Magician (1 эпизод)
- 1973 — Письма от трёх возлюбленных / Letters from Three Lovers — Джошуа (телефильм)
- 1973-74 — Айронсайд / Ironside (2 эпизода)
- 1973-75 — Кеннон / Cannon (2 эпизода)
- 1973-75 — Барнаби Джонс / Barnaby Jones (2 эпизода)
- 1973-76 — Улицы Сан Франциско / The Streets of San Francisco (5 эпизодов)
- 1974 — Макмиллан и жена / McMillan & Wife (1 эпизод)
- 1974 — Гарри О / Harry O (1 эпизод)
- 1974 — Ураган / Hurricane — Хэнк Стоддард (телефильм)
- 1974 — Лукас Таннер / Lucas Tanner (1 эпизод)
- 1975 — В движении / Movin' On (1 эпизод)
- 1975 — Человек-невидимка / The Invisible Man (1 эпизод)
- 1976 — Полицейская история / Police Story (1 эпизод)
- 1976 — Курс к расколу: Труман против Макартура / Collision Course: Truman vs. MacArthur- госсекретарь Дин Ачесон
- 1976 — Бионическая женщина / The Bionic Woman (1 эпизод)
- 1976 — Когда-то он был орлом / Once an Eagle — генерал Беннерман (мини-сериал)
- 1976-77 — Богач, бедняк — книга II / Rich Man, Poor Man — Book II — сенатор Пэкстон (7 эпизодов)
- 1977 — Медэксперт Куинси / Quincy M.E. (1 эпизод)
- 1977 — Некуда бежать / No Room to Run — Гарт Кингсвуд (телефильм)
- 1978 — Лукан / Lucan (1 эпизод)
- 1978 — Остров фантазий / Fantasy Island (1 эпизод)
- 1978 — Ублюдок / The Bastard — Абрахам Уэйр (телефильм)
- 1978 — Иммигранты / The Immigrants — Грант Уиттиер (телефильм)
- 1979 — Беглецы / The Runaways (2 эпизода)
- 1979 — Ангелы Чарли / Charlie’s Angels (1 эпизод)
- 1979 — Лодка любви / The Love Boat (1 эпизод)
- 1979 — Вегас / Vega$ (1 эпизод)
- 1979 — Маленький домик в прериях / Little House on the Prairie (1 эпизод)
- 1979 — Закулисье Белого дома / Backstairs at the White House — генеральный прокурор Гарри Догерти (мини-сериал)
- 1980 — Казино / Casino — Сэм Флетчер (телефильм)
- 1980 — Дэн Огаст: проблемы с женщинами / Dan August: The Trouble with Women — Пит Киллиан (телефильм)
- 1980 — Диснейленд / Disneyland (2 эпизода)
- 1981 — Судный день / Judgment Day — судья (телефильм)